# Ryszarda Czepulis-Rastenis
Ryszarda Czepulis-Rastenis (ur. 1 sierpnia 1928 w Łodzi, zm. 20 lutego 1994 w Warszawie) – polska historyczka, profesor nadzwyczajna Instytutu Historii PAN, badaczka dziejów inteligencji polskiej XIX i XX wieku.

## Życiorys
Urodziła się w asymilującej się rodzinie żydowskiej w Łodzi. Podczas wojny i Zagłady, przetrwała zamknięcie w getcie łódzkim oraz wywiezienie do obozu w Oświęcimiu, gdzie straciła oboje rodziców. Wyzwolenia doczekała się w obozie Mauthausen.
Po wojnie ukończyła studia na Uniwersytecie Warszawskim uzyskując w 1953 tytuł magistra filozofii. W 1962 obroniła doktorat pt. Myśl społeczna twórców Towarzystwa Rolniczego (1842–1861), napisany pod kierunkiem prof. Niny Assorodobraj. W 1973 otrzymała habilitację, a w 1989 - tytuł profesora. W odróżnieniu do Józefa Chałasińskiego uznawała, że inteligencja polska wywodzi się z różnych grup społecznych, nie zaś jedynie ze szlachty.  
W latach osiemdziesiątych XX wieku kierowała Pracownią Dziejów Inteligencji IH PAN. Współpracowała m.in. z Witoldem Kulą i Jerzym Jedlickim.

## Wybrane prace
- Myśl społeczna twórców Towarzystwa Rolniczego (1842–1861), Wrocław: Zakład Narodowy im. Ossolińskich. Wydaw. PAN, 1964.
- Uwarstwienie społeczne Królestwa w świadomości współczesnych, opublikowana w tomie I serii Społeczeństwo Królestwa Polskiego: studia o uwarstwieniu i ruchliwości społecznej, pod red. Witolda Kuli (1965).
- „Klassa umysłowa”: Inteligencja Królestwa Polskiego 1832–1862, Warszawa : Książka i Wiedza, 1973.
- Inteligencja polska XIX i XX wieku. Studia, Warszawa: PWN, t. 1-6, 1978–1991.
- Ludzie nauki i talentu. Studia o świadomości społecznej inteligencji polskiej w zaborze rosyjskim, Warszawa: PIW, 1988.